# شیلپی شارما
شیلپی شارما (متولد ۱ مارس ۱۹۹۲) بازیگر سینمای هند، طراح مد و مدل است. او برنده جوایز معتبر SIIMA 2015 است. او همچنی به زبان‌های تلوگو، کانارا و مالایالام مسلط است و در فیلم‌هایش از آنها استفاده میکند. وی از طرف کمیسیون حقوق بشر سازمان ملل متحد (IHRC) به عنوان سفیر جوانان برای بشریت و صلح منصوب شده‌است. شیلپی در حال حاضر مجرد است.
از فیلم‌هایی که وی در آن نقش داشته‌است می‌توان به رعد و برق اشاره کرد.

## سنین جوانی و تحصیل
شیلپی شارما با مدرک لیسانس علوم، متخصص در زمینه طراحی پارچه از انستیتوی اقتصاد خانگی در دانشگاه دهلی فارغ‌التحصیل شد. او همچنین خود را از انستیتوی ملی فناوری مد دهلی گذراند. وی در کارگاه‌های بازیگری زیر نظر نادیرا بابار و جوهو در بمبئی شرکت کرد.